# 岸和田リハビリテーション病院
岸和田リハビリテーション病院（きしわだリハビリテーションびょういん）は、大阪府岸和田市にある、医療法人えいしん会が運営する病院。

## 概要
南大阪最大級の回復期リハビリ病床を持ちあらゆる疾患のリハビリテーション治療や、「喀血・肺循環センター」と「呼吸リハビリテーションセンター」といった専門性に特化した総病床数157床の病院である。

## 沿革
- 1981年（昭和56年）5月 - 岸和田市中井町1丁目にて医療法人幸会 喜多病院として開院。
- 2004年（平成16年）- 理事長に渡邉美樹 就任 [1]。
- 2006年（平成18年）9月 - 法人名及び病院名を、医療法人盈進会 岸和田盈進会病院に変更。
- 2014年（平成26年）3月 - 盈進会が生和会グループに入る。理事長に白川重雄 就任。
- 2015年（平成27年）6月 - 回復期リハビリテーション病棟増床（29床→57床）
- 2016年（平成28年）1月 - 回復期リハビリテーション病棟増床（57床→90床）
- 2016年（平成28年）1月 - （財）日本医療機能評価機構（Ver6.0）「3rd Ver1.1機能種別：一般病棟1」更新審査認定。
- 2016年（平成28年）4月 - 白川重雄 会長就任　/　石川秀雄　理事長就任。
- 2016年（平成28年）9月 - 回復期リハビリテーション病棟増床（90床→105床）
- 2017年（平成29年）6月 - 回復期リハビリテーション病棟増床（105床→133床）
- 2018年（平成30年）4月 - 岸和田市上松町2丁目の現在地へ新築移転。名称を「医療法人えいしん会　岸和田リハビリテーション病院」へ変更。（総病床数157床　うち回復期リハビリテーション病棟136床　一般病床21床）
- 2018年（平成30年）9月 - 回復期リハビリテーション病棟140床　一般病床17床へ変更。
- 2020年（令和2年）4月 - 理事長に福澤正洋 就任。
- 2020年（令和2年）12月 - 回復期リハビリテーション病棟増床（140床→157床）

## 関連施設
喀血肺循環センター

### 施設基準
1.	回復期リハビリテーション病棟入院料1（リハビリテーション充実加算、体制強化加算）
2.	医療安全対策加算2
3.	入院時食事療養（Ⅰ）
4.	薬剤管理指導料
5.	検体検査管理加算（Ⅱ）
6.	在宅時医学総合管理料
7.	ペースメーカー移植術および交換術
8.	CT撮影（マルチスライス型の機器による場合）及び MRI撮影（1.5テスラ以上の機器による場合）
9.	脳血管疾患等リハビリテーション料（Ⅰ）
10.	運動器リハビリテーション料（Ⅰ）
11.	呼吸器リハビリテーション料（Ⅰ）
12.	輸血管理料（Ⅱ）
13.	麻酔管理料（Ⅰ）
14.	手術前医学管理料
15.	無菌製剤処理料
16.	在宅患者歯科治療総合医療管理料
17.	感染防止対策加算２
18.	患者サポート体制充実加算
19.	救急搬送患者地域連携受入加算
20.	診療録管理体制加算
21.	植込型心電図検査
22.	植込型心電図記録計移植術及び植込型心電図記録計摘出術
23. データ提出加算（1）
24. 時間内歩行試験
25. 後発医薬品使用体制加算2
（2021年6月1日現在）

## 交通アクセス
- JR阪和線「東岸和田駅」より徒歩約10分
- 南海本線「岸和田駅」より徒歩約25分

※ 両駅と病院を巡回する送迎バスを運行している